# Kerlouan

Kerlouan este o comună în departamentul Finistère, Franța. În 1 ianuarie 2022 avea o populație de 2.028 de locuitori.

## Geografie
Kerlouan este un oraș de coastă al Canalului, parte a țării păgâne, care are o lungime de coastă datorită situației sale peninsulare, datorită golful maritim al portului Tresseny, în care curge un mic râu de coastă, Quillimadec , care îl separă de orașul vecin Guissény și formează peninsula lui Neiz Vran. Litoralul său este format din numeroase plaje și roci, dintre care cele mai multe sunt granulite. Dunele joase de-a lungul coastei au fost formate prin acțiunea vântului, care a acumulat o parte din nisipul plajelor, în special în perioada Little Ice Age, ceea ce a cauzat o înrăutățire considerabilă.

## Istoric

### Preistoric
Kerlouan avea mai multe monumente megalitice, cel puțin cinci, care au dispărut; Benjamin Girard scrie în 1889: "Kerlouan are (...) un număr de monumente druidice: un dolmen în satul Menec și două menhiruri, de cinci până la șase  metri înălțime, pe un deal lângă conacul Kerisquillien. În partea de jos a dealului se află o piatră uriașă stâncoasă, iar în jurul acestei pietre mai multe blocuri granitice care par a fi rămășițele unui cromlec'h "; pe de altă parte, rămâne un menhir, la est de cătunul Kervizouarn.

### Etimologie și originie
În secolul al V-lea, probabil în 477, călugărul irlandez Saint Seni (sau Saint Sezny) a stabilit un mic schit "Penis Sant Sezni" într-un loc numit Poulluhen ("Pors Huel"), înainte de a construi o mănăstire în Guic-Sezny, pe site-ul actual al bisericii parohiale din Guissény. În secolul al VI-lea, Sf. Pol a construit o altă mănăstire, numită Kerpaul, și îi este atribuită fundația lui Kerlouan, care sa născut pe malurile râului Quillimadec.
Parohia din Kerlouan făcea parte din arhitectura Kemenet-Ily sub episcopia de la Leon și se afla sub numele de Sf. Brévalaire. Avea un armistițiu ca Lerret, numit și An Erret, a cărui biserică era capela lui Saint-Seni, a dispărut. Aceasta provine dintr-o dezmembrare a parohiei originale din Plounéour-Trez.

### Evul mediu
Capela Saint-Sauveur sau Kersalvator, a cărei existență este atestată în 1477 (calvarul localizat în apropierea acestei date), a fost rezervată pentru 200 de călugări de Saint-Sauveur.
Printre familiile nobile din Kerlouan, familia baronului a dat naștere unui juroconsult, Éguiner-François Baron (născut în jurul anului 1495 la Saint-Pol-de-Léon, a murit pe 22 august 1550), profesor de drept în Angers, Poitiers Bourges, care a publicat mai multe lucrări juridice în limba latină.

## Politica și administrația

### Înfrățire
Municipalitatea este înfrățită cu Orschwihr (68).

### Limba Bretonă
Aderarea la Carta Ya d'Ar Brezhoneg a fost votată de Consiliul Local în 24 februarie 2011.

## Locuri și monumente

### Site-uri naturale
Cel mai frumos monument al orașului Kerlouan este amplasarea sa naturală, lângă mare. Acest sit este smălțuit cu pietre de granit, care au fost adesea obiectul legendelor.